# Улица Долгова (Москва)
У́лица Долго́ва — улица Москвы в районе Покровское-Стрешнево Северо-Западного административного округа. Проходит от Большой Набережной улицы до Вишнёвой улицы.

## Название
Улица получила современное название в память о Герое Советского Союза, парашютисте-испытателе, мастере прыжков из стратосферы и на сверхзвуковых скоростях полета самолёта Петре Ивановиче Долгове (1920—1962), погибшем при исполнении служебного задания. До 11 апреля 1964 года называлась Молодёжная улица.

## Описание
Улица Долгова начинается от Большой Набережной улицы и проходит на запад. Справа к ней примыкает Подмосковная улица. Затем она пересекает улицу Свободы параллельно улицам Мещерякова и Циолковского. Части улицы, разделённые улицей Свободы, смещены относительно неё: западная — чуть южнее, восточная — чуть севернее. Улица заканчивается на пересечении с Вишнёвой улицей.

На восточной части улица имеет по одной полосе движения в каждую сторону, по правой стороне организована бесплатная парковка. На западной части проезжая часть не разделена, устроена платная парковка по обеим сторонам.

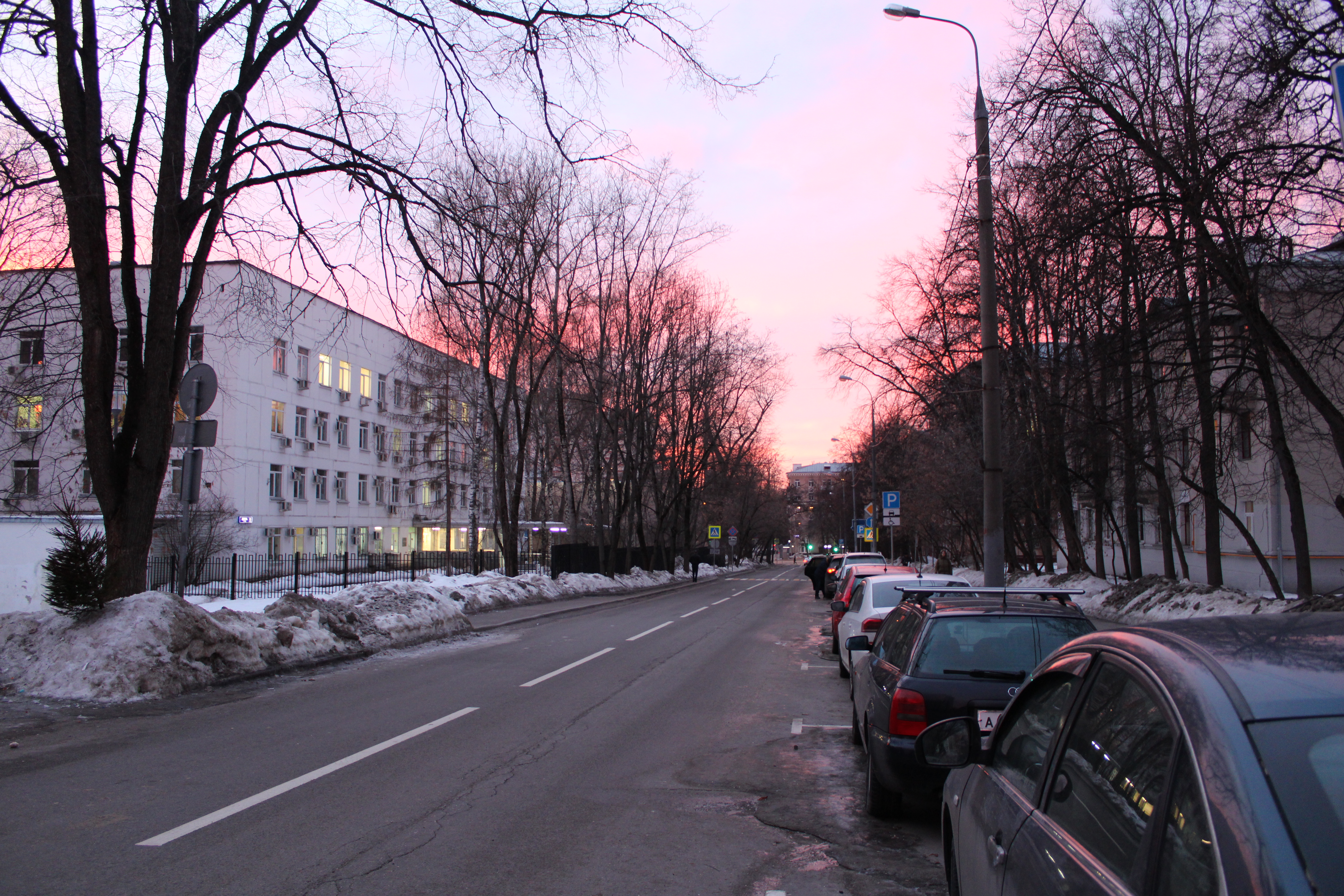
Вид от Большой Набережной улицы
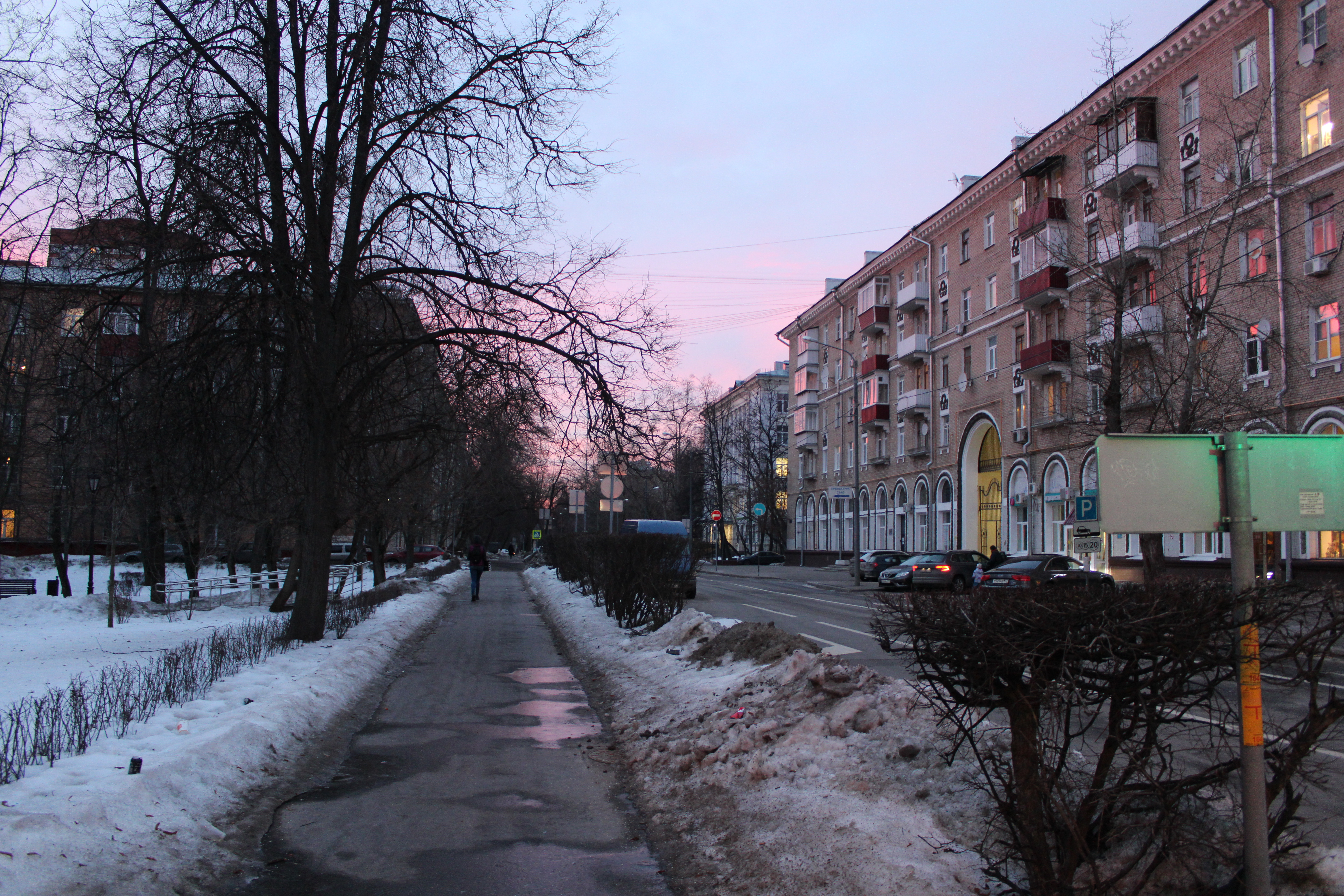
Вид на восточную часть улицы от улицы Свободы

## Примечательные здания и сооружения
По нечётной стороне:
- д. 1, к. 4 — поликлиника № 139;
- памятник К. Э. Циолковскому — в сквере между Вишнёвой улицей, улицей Долгова и улицей Циолковского.

По чётной стороне:
- д. 12 — детская музыкальная школа имени Л. Н. Оборина;
- д. 14 — детский сад № 752.

## Транспорт

### Наземный транспорт
По улице Долгова не проходят маршруты наземного общественного транспорта. У западного конца улицы расположена остановка «Д/к „Красный Октябрь“» автобусов № 96, 102, 678, Т.

### Метро
- Станция метро «Тушинская» Таганско-Краснопресненской линии — юго-западнее улицы, на проезде Стратонавтов.

### Железнодорожный транспорт
- Станция Тушино Рижского направления Московской железной дороги — юго-западнее улицы, между проездом Стратонавтов и Тушинской улицей.